# Лесли, Конор
Ко́нор Ле́сли (англ. Conor Leslie; род. 10 апреля 1991, Милберн, Нью-Джерси) — американская актриса кино и телевидения.

## Биография
Конор Мэри Лесли родилась 10 апреля 1991 года в городке Миллберн (штат Нью-Джерси, США). С детства проявляла активный интерес к фотографии; с 2006 года начала сниматься в рекламных роликах, с 2007 года — в телефильмах и телесериалах, в 2010 году состоялся её дебют на широком экране. В 2008 году окончила старшую школу Миллберна, после чего переехала в Нью-Йорк.
По состоянию на 2021 год Лесли продолжает профессионально заниматься фотографией, работая с 35-мм плёнкой, а не с цифровыми аппаратами. За 14 лет кинокарьеры снялась в 28 кино- и телефильмах, веб- и телесериалах.
Младшая сестра — Дилан Лесли, стала малоизвестным режиссёром, монтажёром и актрисой.

## Избранная фильмография

### Широкий экран
- 2010 — Помни о Гонзо[англ.] / Beware the Gonzo — Эми
- 2012 — На цепи[англ.] / Chained — Энджи, старшеклассница[4]
- 2014 — Одна миллиардная доля[англ.] / Parts per Billion — Дес
- 2015 — Грязная красотка[англ.] / Dirty Beautiful — Николь
- 2015 — Код кампуса[англ.] / Campus Code — Грета
- 2021 — Цикада 3301: Квест для хакера[англ.] / Dark Web: Cicada 3301 — Гвен, библиотекарь[5]

### Телевидение
- 2009 — Необычный детектив / The Unusuals — Карен Дельмонте (в эпизоде The Circle Line)
- 2010 — Закон и порядок / Law & Order — Элайза (в эпизоде Rubber Room)
- 2010 — Закон и порядок: Преступное намерение / Law & Order: Criminal Intent — Миа Карузо (в эпизоде Traffic)
- 2010 — 90210: Новое поколение / 90210 — Паркер (в эпизоде Catch Me If You Cannon)
- 2011 — Необыкновенная семейка / No Ordinary Family — Хлоя Коттен (в эпизоде No Ordinary Friends)
- 2013 — Риццоли и Айлс / Rizzoli & Isles — мисс Барлоу (в эпизоде Judge, Jury and Executioner)
- 2013—2014 — Месть / Revenge — Бьянка (в 3 эпизодах)[6]
- 2014 — Клондайк / Klondike — Сабина, куртизанка[7] (в 6 эпизодах)
- 2014 — Гавайи 5.0 / Hawaii Five-0 — Келли Доновон (в эпизоде Ma lalo o ka 'ili)
- 2015 — Чёрный список / The Blacklist — Гвен Холландер (в 2 эпизодах)
- 2015 — Особо тяжкие преступления / Major Crimes — Мэри Лоуи (в эпизоде Blackout[англ.])
- 2015—2016, 2018 — Человек в высоком замке / The Man in the High Castle — Труди Уокер (в 5 эпизодах)
- 2016 — Элементарно / Elementary — Молли Парсонс, сотрудница True Romantix[8] (в эпизоде To Catch a Predator Predator)
- 2016—2017 — Грейвс[англ.] / Graves — Тэша Людвиг (в 4 эпизодах)
- 2017 — Огнестрел / Shots Fired — Сара Эллис, помощница губернатора[9] (в 10 эпизодах)
- 2017 — Без вести[англ.] / Gone — Холли Грико (в эпизоде Ride)
- 2018 — Креветка[англ.] / Shrimp — госпожа Саша (к/м)
- 2018—2021 — Титаны / Titans — Донна Трой / Чудо-Девушка[англ.] (в 20 эпизодах)

### Веб
- 2015 — Другой космос[англ.] / Other Space — Наташа, компьютер космического корабля[10] (в 8 эпизодах)

### Видеоклипы
- 2020 — Helpless группы Rhye[11]